# Georges (prince de Géorgie)
Pour les articles homonymes, voir Georges.
Georges de Géorgie est un co-roi de Géorgie de 1408 à 1412.
Le prince Georges est le troisième fils du roi Constantin Ier et de son épouse Natéla ou Natia Khourtsidzé. Il est co-roi de Géorgie avec ses deux frères aînés de 1408 à 1412.
Vers 1434, il épouse Goulaschar d'Iméréthie, fille et héritière du duc Démétrius Ier d'Iméréthie, dont :
- Bagrat VI de Géorgie (1435-1478), roi de Géorgie et fondateur de la lignée des rois d'Iméréthie qui règnent sur cette région jusqu'en 1810.
- Goulkan (morte none après 1508 sous le nom de Gaiane) épouse Amirindo Ier Zedginidze  Maître des Chevaux de Géorgie

Après sa mort survenue à une date indéterminée entre 1435 et 1446, sa veuve épouse son neveu le roi Démétrius III de Géorgie.